# Amiram Ganz
Amiram Ganz (* 29. Juli 1952 in Montevideo) ist ein aus Uruguay stammender Geiger und Violin-Pädagoge.

## Leben
Amiram Ganz absolvierte in seiner Heimat ein Violinstudium bei Israel Chorberg, Ilya Fidlon und Jorge Risi. Bereits als Elfjähriger nahm er siegreich am Wettbewerb der Jeunesses Musicales International teil. Danach vollendete er seine Ausbildung bei Richard Burgin in den USA sowie bei Alberto Lysy an der Internationalen Kammermusikakademie in Rom.
In den Jahren 1974 bis 1979 war Vollstipendiat am Moskauer Tschaikovski-Konservatorium, sein Professor war Wiktor Alexandrowitsch Pikaisen. Als Preisträger mehrerer Wettbewerbe wechselte er an das Orchestre Philharmonique de Strasbourg und wurde 1980 dessen Erster Konzertmeister. Ab 1987 war er Geiger des Schostakowitsch-Trios, mit dem er u. a. im Concertgebouw (Amsterdam), der Alten Oper in Frankfurt am Main, im Tschaikovski-Konservatorium Moskau konzertierte.
1994 gründete er zusammen mit Claus-Christian Schuster und Martin Hornstein in Wien das Altenberg Trio, mit dem er in Europa und Nordamerika konzertierte (nach Hornsteins Ausscheiden übernahm 2004 Alexander Gebert (* 1977) den Violoncello-Part).
Ganz konzertierte auch als Solist mit Dirigenten wie Alain Lombard, Theodor Guschlbauer, James Judd, Hiroyuki Iwaki u. a.
1981 übernahm Ganz auch eine Professur am Konservatorium Straßburg. Inzwischen ist er Professor für Violine und Kammermusik an der Konservatorium Wien Privatuniversität.
Ganz spielt auf einer Geige, die 1686 von Goffredo Cappa in Saluzzo gebaut wurde.

## Auszeichnungen
- Long-Thibaud in Paris
- ARD in München